# Beer Money, Inc.
I Beer Money, Inc. (spesso abbreviato in Beer Money) sono stati un tag team di wrestling attivo in TNA e costituito da Robert Roode e James Storm.

Questo team detiene il record di cinque titoli TNA World Tag Team Championship vinti ed il più longevo regno di campioni (212 giorni) e nel periodo tra il 2008 ed il 2009 furono accompagnati da Jacqueline, in passato già valletta di James Storm.
(Robert Roode)
(James Storm)

## Preludio a Beer, Money Inc.
James Storm e Robert Roode avevano già collaborato in diverse occasioni dopo la fine dell'esistenza dei loro precedenti team (America's Most Wanted Storm, Team Canada Roode) ma fu solo verso l'inizio dell'estate del 2008 che i due formarono questo nuovo tag team ed in un episodio di Impact (il 26 giugno 2008) sfidarono Homicide ed Hernandez per il titolo TNA World Tag Team Championship e dove dapprima ebbero il sopravvento sugli avversari grazie ad un superkick (sul cui proprio stivale Storm aveva avvolto una cintura prima di colpire) contro Hernandez e gesto per cui, una volta che l'arbitro ne fu informato (dal manager dei LAX Hector Guerrero), si decise di ripetere il match che fu disputato al Victory Road e dove utilizzarono per la prima volta il nome Beer Money, Inc. in un "Fan's Revenge" Lumberjack match e match da cui ne uscirono sconfitti.

## Total Nonstop Action Wrestling

### Primi tre titoli TNA World Tag Team Championship (2008 - 2009)

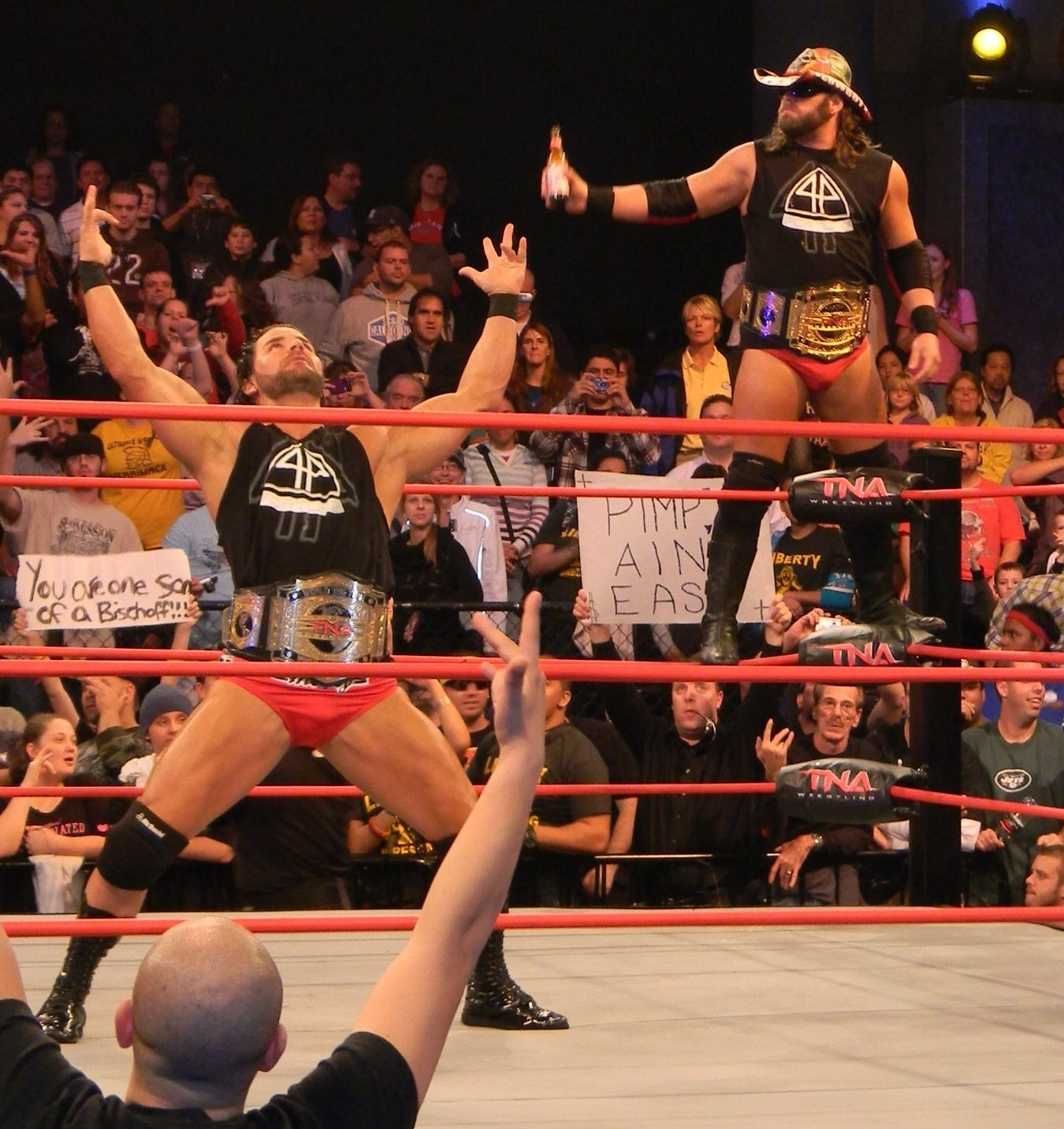
I Beer, Money Inc. con le cinture di campioni tag team.

A Hard Justice sconfissero Homicide ed Hernandez conquistando il titolo per la prima volta e titolo che difesero contro gli stessi messicani a No Surrender. 
Nella puntata di Impact! di due settimane dopo vinsero un 6-man tag team match e costrinsero Hector Guerrero a lasciare la stable dei LAX ed a Bound for Glory IV difesero il titolo in un Monster's Ball match contro il tag team di Matt Morgan ed Abyss, il Team 3D e gli stessi i LAX.

Persero i titoli il 16 dicembre 2008 sconfitti da Jay Lethal e Consequences Creed e dopo che Lethal vinse la possibilità di sfidarli al Feast or Fired.
Al Genesis 2009 sconfissero i campioni in carica (Lethal e Creed) in un Three-way tag team match dove parteciparono anche Abyss e Matt Morgan vincendo così il titolo TNA World Tag Team Championship per la seconda volta.

Nell'episodio del 19 febbraio i partecipano ad un segmento del programma chiamato "Off the Wagon Challenge" dove la stipulazione del match con cui ogni coppia di lottatori potesse sfidarli dovesse prevedere il rilascio di quest'ultimo dalla federazione se fosse stato schienato o sottomesso in caso di sconfitta e così, dopo che i primi sfidanti furono sconfitti (erano Eric Young e Petey Williams), fu Williams ad essere rilasciato.

I successivi sfidanti furono "The Rock 'n Rave Infection" (Lance Rock e Jimmy Rave) e fu Rock ad essere schienato. Nell'episodio del 5 marzo furono sfidati dai LAX che però persero il match per squalifica e dopo il match il Team 3D salva i LAX da un pestaggio ed annuncia che avrebbero sfidato i Beer, Money Inc. al successivo Lockdown.

A Lockdown furono sconfitti da Brother Ray e Brother Devon (il Team 3D) in un Winner Takes All Philadelphia Street Fight match sia per i titoli TNA World Tag Team Championship che per i titoli IWGP Tag Team Championship. 

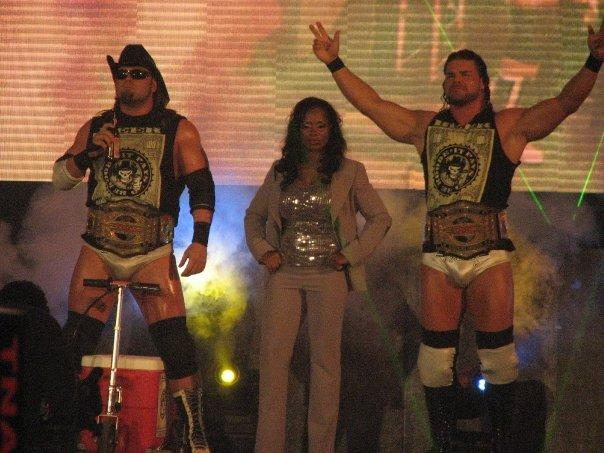
I Beer Money come campioni di coppia della TNA.

Nell'episodio del 21 maggio aiutano il Team 3D contro The British Invasion (Doug Williams, Brutus Magnus e la loro guardia del corpo Rob Terry e stringono le mani di Ray e Devon per il loro turn face ed accettano la loro offerta al "Team 3D Invitational Tag Team Tournament" per ottenere una title shot al titolo di coppia da loro detenuto e torneo dove Storm e Roode giungono in finale e sconfiggono The British Invasion al Sacrifice.
A Slammiversary i Beer, Money Inc. sconfiggono il Team 3D in un Tag team match e vincono il titolo TNA World Tag Team Championship per la terza volta e due settimane dopo Booker T e Scott Steiner (membri della The Main Event Mafia (MEM) ottengono il diritto di sfidare i Beer, money Inc. sconfiggendo il Team 3D in un match in cui la stipulazione lo prevedeva e così dopo un tag team match al Victory Road Storm e Roode perdono match titolo a favore dei due membri della stable del Main Event Mafia.
La faida apertasi tra The Main Event Mafia, il Team 3D, i Beer, money Inc. e The British Invasion duro per circa tre mesi e dove Storm e Roode persero la possibilità di vincere i titoli IWGP Tag Team Championship ad Hard Justice contro The British Invasion, vinsero un Lethal Lockdown match al No Surrender (in coppia con il Team 3D e contro la MEM e The British Invasion ed al Bound for Glory perdono la possibilità di vincere sia il titolo TNA World Tag Team Championship che IWGP Tag Team Championship in un Full Metal Mayhem match che disputano a fianco della MEM e con la possibilità di sfidare i nuovi detentori del titolo (The British Invasion) in uno Six Sides of Steel match ad un successivo episodio di Impact! e dove Brutus Magnus colpì l'arbitro subendo una squalifica ed impedendo che i Beer, Money Inc. potessero vincere.

Nel novembre dello stesso anno Storm e Roode sconfiggono The British Invasion in un match non titolato per unirsi ai Motor City Machine Guns e disputere un match valido per il titolo al successivo Turning Point.

Al Turning Point The British Invasion convince la dirigenza della federazione a spostare James Storm verso un match da disputare singolo e dove fosse in palio il titolo TNA Global Championship ed al Genesis tornati insieme sconfiggono The Band (Kevin Nash e Syxx-Pac).

### Beer, Money Inc. e la stable Fortune (2010)

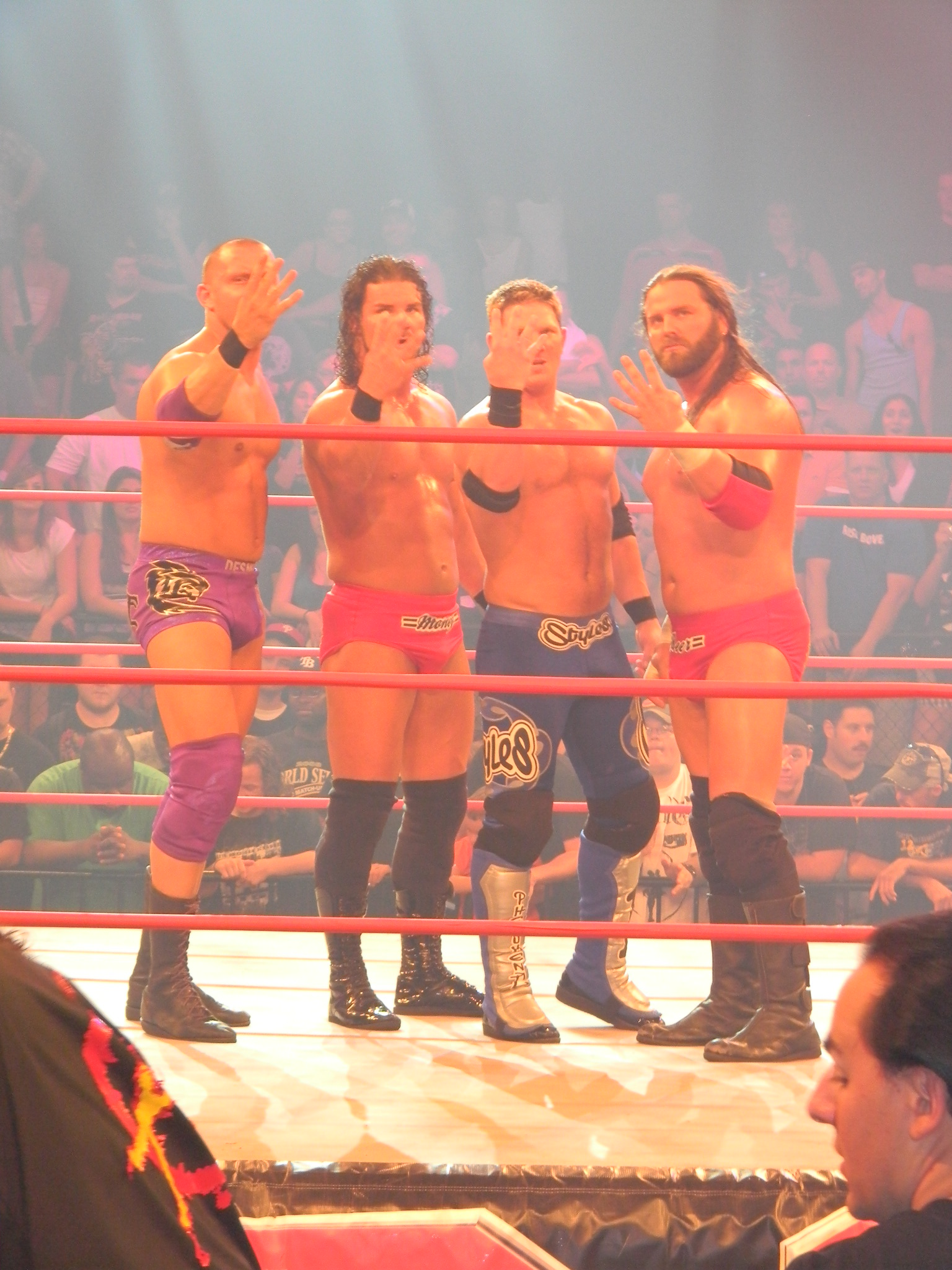
La stable Fortune con:Desmond Wolfe a sinistra, Roode e Storm al centro ed A.J. Styles

Con l'arrivo di Hulk Hogan ed Eric Bischoff nella dirigenza della in TNA il tempo televisivo dei Beer, Money Inc. in televisione fu significativamente ridotto e nell'edizione dell'8 marzo 2010 di Impact! (e come unico modo per continuare ad essere considerati dalla nuova dirigenza) fecero un turn heel sfidando e sconfiggendo Jeff Jarrett in un handicap match.

Al Destination X i Beer Money sfidarono e persero un tag team match valido per i titoli di coppia contro Matt Morgan ed Hernandez ed al successivo Lockdown insieme a Sting e Desmond Wolfe rappresentarono il Team Flair nel tradizionale Lethal Lockdown match e dove furono sconfitti dal Team Hogan (Abyss, Jeff Jarrett, Rob Van Dam e Jeff Hardy) prima di intraprendere una faida contro Jeff Hardy e Mr. Anderson già conosciuti come The Enigmatic Assholes e da cui furono sconfitti a Slammiversary VIII.
Nell'edizione di Impact! successiva Ric Flair annunciò l'intenzione di rifondare la stable dei Four Horsemen con i Beer, Money Inc., A.J. Styles, Desmond Wolfe e Kazarian dandogli il nome di Fortune e dicendo a Storm e Roode di dover diventare gli Ole Anderson e Tully Blanchard del gruppo e dopo che il titolo di coppia fu reso vacante nel mese di giugno i due parteciparono al torneo bandito per trovare gli sfidanti al titolo detenuto dai Motor City Machine Guns (MCMG) sconfiggendo prima contro il Team 3D ed in seguito il team Ink Inc. (Jesse Neal e Shannon Moore) ma perdendo poi il match decisivo al Victory Road contro i detentori e campioni (MCMG) e che comunque gli permise di entrare in una Best of Five Series trasmessa negli episodi di Impact! successivi e dove (e sempre contro i MCMG) vinsero il primo match (un Ladder match), il secondo (uno Street Fight match) dopo aver colpito gli avversari con delle bottiglie di birra ma persero il terzo (uno steel cage match ed il quarto (Ultimate X match e nell'episodio del 19 agosto furono sconfitti in un 2 out of 3 falls tag team match perdendo quindi i "Migliori da una serie di cinque incontri" (Best of Five Series) per due vittorie a tre.

Nella stessa serata alla stable fortune furono aggiunti Douglas Williams e Matt Morgan prima di aprire una faida con gli Extreme Version 2.0 (EV2) (una stable proveniente dalla federazione Extreme Championship Wrestling e che al Bound for Glory sconfisse la Fortune (compresi Storm e Roode) in un Lethal Lockdown match. Nel seguente episodio di Impact! la fortune strinse un'alleanza con la stable Immortal ed al Turning Point sconfissero gli EV2 in un ten-man tag team match e poiché la stipulazione del match prevedeva che dalla stable perdente si sarebbe dovuto licenziare un componente Ric Flair (il capo della Fortune) decise di licenziare Sabu.

### Quarto titolo TNA World Tag Team Championship e scioglimento (2011)

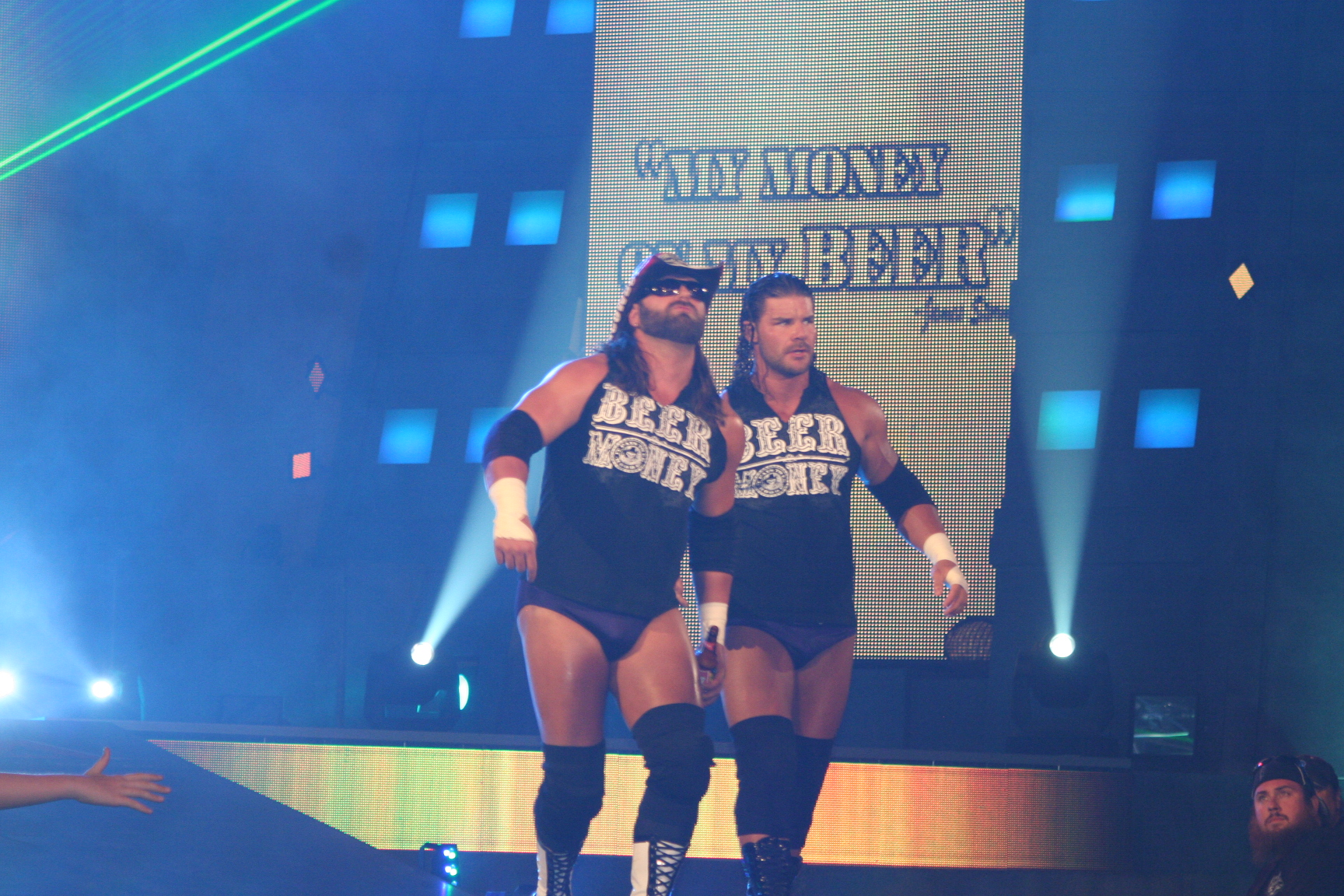
Roode e Storm con le loro citazioni sullo sfondo.

Al Final Resolution i Beer, Money Inc. tornano a concentrarsi sul titolo di coppia (il TNA World Tag Team Championship) e vincono il match per determinare i Number One Contender contro Ink Inc. e nel gennaio 2011 al Genesis sconfiggono i campioni in carica (i Motor City Machine Guns) vincendo per la quarta volta il titolo TNA World Tag Team Championship.

Il 31 gennaio la Fortune fece un turn face interferendo nel match valido per il TNA World Heavyweight Championship fra Mr. Anderson e Jeff Hardy ma Ric Flair (che non fu presente nello spettacolo in cui ciò avvenne) rimase heel ed il 17 febbraio passò con gli Immortal.
Al Lockdown la Fortune (con Christopher Daniels, Kazarian ed i Beer, Money Inc.) sconfisse gli Immortal (con Ric Flair, Abyss, Bully Ray e Matt Hardy) in un Lethal Lockdown match ed al Sacrifice sconfiggono (mantenendo il titolo di coppia) Chris Harris e Matt Hardy. Due settimane più tardi Roode subisce un attacco da parte di Eric Bischoff e si infortuna una spalla e così allo Slammiversary IX solo James Storm può difendere il titolo di coppia che, come partner sceglie Alex Shelley e, con il nome di "Gun Money" (da Motor City Machine Guns e Beer, Money Inc.) vincono il match difendendo il titolo contro 'The British Invasion' (Douglas Williams e Magnus) che facevano parte degli Immortal (il team di Bischoff!).

Roode torna a combattere nell'episodio del 23 giugno dove in un match senza stipulazioni del titolo e con Storm vengono sconfitti da Matt Morgan e Crimson e così il 13 luglio diventano il tag team con il regno più lungo della storia della TNA superando i 184 giorni del precedente record di A.J. Styles e Tomko nel 007.

Ad Hardcore Justice difendono il titolo sconfiggendo Mexican America (Anarquia ed Hernandez) e due giorni dopo in un rematch perdono il titolo totalizzando il record di 212 giorni di regno.
Da giugno a settembre dello stesso anno Storm e Roode partecipano alle Bound for Glory Series indette per determinare il contendente numero uno al titolo TNA World Heavyweight Championship e quando la prima fase del torneo finisce entrambi si ritrovano nelle prime quattro posizioni della classifica ed ottenendo il diritto di partecipare alle semifinali del No Surrender e dove Strom (sconfitto da Bully Ray) viene eliminato e Roode (vincente contro Gunner) disputa e vince la finale con uno schienamento su Bully Ray.
Al Bound for Glory e dove disputò il match per il titolo di campione del mondo (TNA World Heavyweight Championship) Roode viene sconfitto per schienamento dal detentore Kurt Angle pur nonostante avesse avuto un braccio appoggiato ad una corda (l'arbitro non lo vide) e nel successivo episodio di Impact Wrestling e dopo che fu rivelato che Roode non era eleggibile per un match di rivincita Sting (l'allora delegato a prendere queste decisioni) decise di dare la prossima Title shot a Storm (proprio il suo compagno di tag team) il quale riuscì a sconfiggere Angle e a vincere il suo primo titolo del mondo.

Nell'episodio del 3 novembre Roode sconfigge Storm e vince il titolo dopo averlo colpito con la sua stessa bottiglia di birra e sancendo così la fine del tag team Beer, Money Inc.

## Apparizioni occasionali (2013–2014)
Storm e Roode si riuniscono dopo due anni il 4 dicembre 2013 (evento trasmesso il 2 gennaio 2014 in una puntata di Impact e sconfiggono Kurt Angle and Gunner ed il due febbraio lottano anche nel TNA One Night Only Joker's Wild dove vengono sconfitti da The Wolves.

## Ritorno dei Beer Money e quinto titolo TNA World Tag Team Championship (2016)
Durante la puntata di Impact Wrestling su POP TV del 5 gennaio 2016, il duo formato da Bobby Roode e James Storm ha riformato Beer Money dopo che Storm ha fatto il suo ritorno a sorpresa in TNA per salvare lo stesso Roode dall'attacco di Bram ed Eric Young ed il 26 gennaio Storm vince la valigetta del Feast or Fired contenente la possibilità di sfidare i detentori del titolo TNA World Tag Team Championship ed il 31 gennaio sconfiggono The Wolves vincendo il titolo per la quinta volta.

Perdono il titolo il 19 marzo 2016 contro Decay (Abyss e Crazzy Steve.
Nei giorni successivi Bobby Roode lascia la TNA sciogliendo definitivamente il team.

## Musica d'entrata
- Sorry About Your Damn Luck, theme di Storm;
- Take a Fall (Instrumental Version), theme di Roode nei primi tempi;
- Take a Fall, 2010-2011.

## Manager
- Ric Flair

## Valletta
- Jacqueline Moore

## Titoli e riconoscimenti
Total Nonstop Action Wrestling
- TNA World Heavyweight Championship (3, Storm(1) Roode(2))
- TNA World Tag Team Championship (5)
- Team 3D Invitational Tag Team Tournament (2009)
- TNA Tag Team Championship Series (2010)

Pro Wrestling Illustrated
- Tag Team of the Year